# Беломорско-Кулойское плато
Беломорско-Кулойское плато — возвышенность, расположенная на севере Русской равнины.
Беломорско-Кулойское плато расположено 100—120 км восточнее Архангельска, между реками Кулой и Пинега и Белым морем. Площадь составляет около 25 тыс. км². Средняя высота плато около 100 м, максимальная — 218 м. В геолого-структурном отношении территория плато расположена на севере Русской плиты и представляет зону сочленения Балтийского щита и Мезенской синеклизы. На западе плато, вдоль Зимнего берега, протянулись Зимние горы, известные своим уникальным местонахождением тонких и чётких отпечатков вендской (эдиакарской) фауны. В центре плато находится Беломорско-Кулойский уступ. В состав Зимнебережного кимберлитового (алмазного) района входит Архангельская алмазоносная провинция, где находятся месторождения имени Ломоносова и имени Гриба.
В современной трактовке учёных географическое положение плато рассматривается, например, как:
1. Беломорско-Кулойское плато расположено в южной части Беломорско-Кулойского полуострова[1];
2. Плато расположено на севере Русской равнины (помимо Беломорско-Кулойского плато к данной территории относится и Онежский полуостров)[2];
3. Плато расположено на территории Двинско-Пинежского междуречья[3].

Административно территория Беломорско-Кулойского плато относится к территории Приморского, Пинежского и Мезенского районов Архангельской области.
В юго-восточной части плато находится Пинежский заповедник, в юго-западной — Соянский заказник, в западной — Приморский заказник.